# Grandidiera boivinii
Grandidiera boivinii är en tvåhjärtbladig växtart som beskrevs av Hippolyte François Jaubert. Grandidiera boivinii ingår i släktet Grandidiera och familjen Achariaceae. Inga underarter finns listade i Catalogue of Life.